# Megachile comata
Megachile comata är en biart som beskrevs av Cresson 1872. Megachile comata ingår i släktet tapetserarbin, och familjen buksamlarbin. Inga underarter finns listade i Catalogue of Life.